# Вране Врање
Вране Врање је клуб америчког фудбала из Врања у Србији. Основани су 2015. године. Наступају на терену ОШ Вук Караџић. Тренутно се не такмиче ни у једном рангу такмичења.

## Историја
Клуб је име добио према старом имену за град Врање - Вране.